# Aspila fervens
Aspila fervens är en fjärilsart som beskrevs av Butler 1881. Aspila fervens ingår i släktet Aspila och familjen nattflyn. Inga underarter finns listade i Catalogue of Life.